# Plataea calcaria
Plataea calcaria là một loài bướm đêm trong họ Geometridae.